# Mangattack
Az Athenaeum Kiadó 2007 áprilisában kezdett Mangattack név alatt keleti típusú képregények kiadásába Magyarországon. Kiadványai főként az amerikai Tokyopop kiadó és a japán Gentosha Comics mangái közül kerülnek ki. Az általa kiadott 16 kiadvány(-sorozat) változatos témákban szólít meg szinte minden korosztályt, a szerteágazó érdeklődésű képregényolvasókat. A kiadó célja továbbra is az, hogy a legkülönfélébb keleti és nyugati mangaalkotók munkáit tárja a magyar közönség elé.

## Kiadványok
| Cím                   | Kiadás éve | Megjelent kötetek |
| A bárány panasza      | 2009-      | 1-2               |
| A Biblia manga        | 2008       | 1                 |
| A Káosz Kapui         | 2008-      | 1-3               |
| Az Ördög Menyasszonya | 2008-      | 1-2               |
| Bizenghast            | 2007-      | 1-5               |
| Dramacon              | 2007-2008  | 1-3               |
| Esti tagozat          | 2010-      | 1-                |
| Éjféli opera          | 2007-2008  | 1-3               |
| Földfény              | 2007-      | 1-2               |
| Gravitation           | 2008-      | 1-4               |
| Házi ninja            | 2007-      | 1-2               |
| J-pop Bálvány         | 2008-      | 1-2               |
| Kanpai!               | 2010-      | 1-                |
| Nyári srácok          | 2007-2008  | 1-3               |
| Pirontan              | 2007       | 1                 |
| Rémmetró              | 2008-      | 1-3               |
| Star Trek             | 2007-      | 1-2               |
| Vörös kert            | 2009-      | 1-2               |

## Külső hivatkozások
- A Mangattack weboldala